# DeeDee Trotter
De'Hashia Tonnek "DeeDee" Trotter, född 8 december 1982 i Kalifornien, är en amerikansk friidrottare (kortdistanslöpare).
Trotter deltog vid VM 2003 i Paris där hon tog sig till semifinal. Vid OS 2004 i Aten sprang hon första sträckan i det amerikanska stafettlaget på 4 × 400 meter som vann guld. Individuellt ställde hon upp på 400 meter där hon noterade ett nytt personligt rekord i finalen när hon sprang in på en femteplats på 50,00 sekunder, bara 11 hundradelar från en medalj. 
Vid VM 2005 i Helsingfors slutade Trotter återigen på femte plats och samma placering blev det vid VM 2007 i Osaka. Däremot blev det en guldmedalj i Osaka i stafetten på 4 × 400 meter. 
Trotters personliga rekord på 400 meter är på 49,64 sekunder och är från 2007.